# 377 Campania
377 Campania је астероид главног астероидног појаса са пречником од приближно 91,05 km.
Афел астероида је на удаљености од 2,896 астрономских јединица (АЈ) од Сунца, а перихел на 2,485 АЈ.
Ексцентрицитет орбите износи 0,076, инклинација (нагиб) орбите у односу на раван еклиптике 6,678 степени, а орбитални период износи 1612,453 дана (4,414 године).
Апсолутна магнитуда астероида је 8,89 а геометријски албедо 0,059.
Астероид је откривен 20. септембра 1893. године.